# Beatles VI
Beatles VI es el sexto álbum de The Beatles publicado en Estados Unidos por Capitol Records (séptimo, contando The Beatles' Story). Este fue también el noveno álbum publicado en el mercado estadounidense en un espacio de tiempo de un año y medio (Vee-Jay Records y United Artists Records también habían publicado un álbum de la banda cada uno).
Este álbum estuvo disponible también en el box set de The Capitol Albums Vol. 2, tanto en su edición original monofónica como estereofónica.

## Música
Beatles VI incluía dos canciones grabadas expresamente para el mercado norteamericano: "Bad Boy" y "Dizzy Miss Lizzy", ambas versiones de canciones de Larry Williams, grabadas en el cumpleaños del cantante (10 de mayo de 1965). Esto marcaría quizás la única vez en que The Beatles grabaron material específicamente para el mercado estadounidense. "Dizzy Miss Lizzy" acabó incluido en la publicación británica de Help!, mientras que "Bad Boy" no apareció publicado en el Reino Unido hasta 1966 en su álbum recopilatorio A Collection of Beatles Oldies.
Beatles VI también incluyó:
- las seis canciones sobrantes de Beatles '65, provenientes del álbum británico Beatles for Sale
- "Yes It Is", el lado B del sencillo "Ticket to Ride". Esta era una nueva remezcla en estéreo duofónico hecha a partir de la mezcla original monofónica, a la cual se le había añadido también algún eco y reverberación
- dos canciones del futuro álbum del Reino Unido Help!: "You Like Me Too Much" y "Tell Me What You See"

Como en Beatles for Sale, el medley de "Kansas City/Hey, Hey, Hey, Hey" fue listado únicamente como "Kansas City" en Beatles VI. Posteriormente, y después de que la editora musical de la canción "Hey, Hey, Hey, Hey" notificara a Capitol Records de ese error, se corrigió el crédito del medley en la etiqueta del álbum, pero no en su funda.

## Lista de canciones
Todas las canciones escritas y compuestas por John Lennon-Paul McCartney, excepto donde está indicado. 
| Cara 1 |                                           |                     |          |  |
| N.º    | Título                                    | Vocalista principal | Duración |  |
| 1.     | «Kansas City» (Mike Stoller-Jerry Leiber) | McCartney           | 2:30     |  |
| 2.     | «Eight Days a Week»                       | Lennon              | 2:43     |  |
| 3.     | «You Like Me Too Much» (George Harrison)  | Harrison            | 2:34     |  |
| 4.     | «Bad Boy» (Larry Williams)                | Lennon              | 2:17     |  |
| 5.     | «I Don't Want to Spoil the Party»         | Lennon y McCartney  | 2:33     |  |
| 6.     | «Words of Love» (Buddy Holly)             | Lennon y McCartney  | 2:10     |  |
| 14:47  |                                           |                     |          |  |

| Cara 2 |                                      |                     |          |  |
| N.º    | Título                               | Vocalista principal | Duración |  |
| 1.     | «What You're Doing»                  | McCartney           | 2:30     |  |
| 2.     | «Yes It Is»                          | Lennon              | 2:40     |  |
| 3.     | «Dizzy Miss Lizzie» (Larry Williams) | Lennon              | 2:51     |  |
| 4.     | «Tell Me What You See»               | Lennon y McCartney  | 2:35     |  |
| 5.     | «Every Little Thing»                 | Lennon y McCartney  | 2:01     |  |
| 12:37  |                                      |                     |          |  |

## Personal
The Beatles
- John Lennon — vocalista, guitarra rítmica, guitarra acústica, órgano Hammond, piano eléctrico.
- Paul McCartney — vocalista, bajo, piano Steinway.
- George Harrison — vocalista, guitarra solista.
- Ringo Starr — batería, pandereta, caja de embalar, claves.

Músicos adicionales
- George Martin — piano en «Kansas City/Hey, Hey, Hey, Hey» y «What You're Doing»; piano Steinway en «You Like Me Too Much».

Producción
- George Martin — productor
- Norman Smith — ingeniero

Otros
- Fotos: Fabulous Magazine—Fleetway Publications Ltd.

## Posición en las listas de éxitos
| País           | Lista (1965) | Posición más alta |
| -------------- | ------------ | ----------------- |
| Estados Unidos | Billboard    | N.º 1             |
| Estados Unidos | Record World | N.º 1             |
| Estados Unidos | Cash Box     | N.º 1             |